# Piriqueta hapala
Piriqueta hapala är en passionsblomsväxtart som beskrevs av M.M. Arbo. Piriqueta hapala ingår i släktet Piriqueta och familjen passionsblomsväxter. Inga underarter finns listade i Catalogue of Life.